# Żyła dźwigacza jądra
Żyła dźwigacza jądra (łac. vena cremasterica, vena spermatica externa) – w anatomii człowieka pień żylny biorący udział w zbieraniu krwi z jądra oraz z najądrza, rozpoczynający się w splocie żylnym zlokalizowanym w okolicy ogona najądrza i uchodzący do żyły nabrzusznej dolnej.

## Przebieg
Rozpoczyna się w splocie żylnym zlokalizowanym w okolicy ogona najądrza, biegnie bocznie i na zewnątrz od powrózka nasiennego i uchodzi do żyły nadbrzusznej dolnej.

## Dopływy
Żyła dźwigacza jądra nie ma dopływów. 

## Odmiany
- żyła dźwigacza jądra może się nie wykształcić[4]

## Zespolenia
- splot wiciowaty[2]
- żyły sromowe zewnętrzne[1]

## Zastawki
Żyła dźwigacza jądra nie posiada zastawek.